# Shadyside
Shadyside è un villaggio degli Stati Uniti d'America, situato nello stato dell'Ohio, nella contea di Belmont.

## Nei Media
Una Shadyside è  al centro della trilogia letteraria della "Fear Street" scritti da R. L. Stine, e dell'omonima trilogia di film prodotti da Netflix e andati in onda nell'estate 2021.
•  Fear Street Part One: 1994
•  Fear Street Part Two: 1978
•  Fear Street Part Three: 1666
Ma questa cittadina non ha la stessa storia raccapricciante della città di Fear Street.  Il vero Shadyside, l'Ohio, un villaggio nella contea di Belmont, confina con il fiume Ohio.  Non c'è un lago come quello visto in Fear Street: 1978, e non c'è una città confinante chiamata Sunnyvale (anche se ci sono alcune città di Sunnyvale sparse in tutto il paese).  La vera Shadyside, Ohio, non è considerata la capitale assassina degli Stati Uniti.